# Christian Neuhäuser

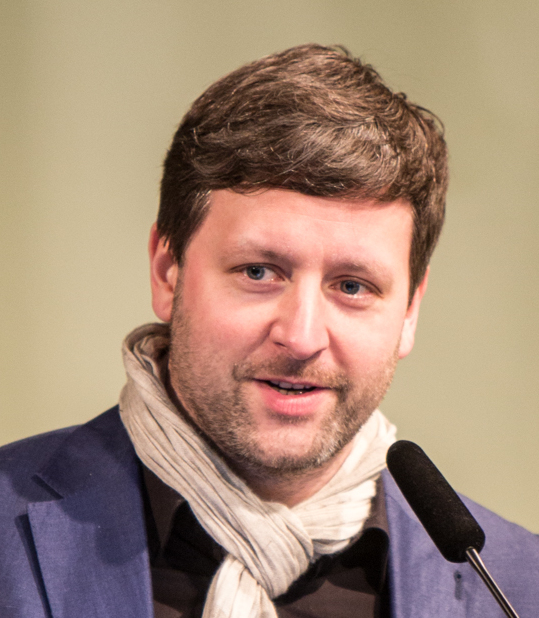
Christian Neuhäuser, 2016

Christian Neuhäuser (* 1977) ist ein deutscher Philosoph und Hochschullehrer.

## Leben
Christian Neuhäuser wuchs in Gifhorn auf und legte nach seinem Abitur den Zivildienst in einer Schule für Menschen mit geistiger Behinderung ab. Er studierte in Göttingen, Berlin und Hongkong sowohl Philosophie, Soziologie, Politikwissenschaft als auch Sinologie. 2010 promovierte er an der Universität Potsdam mit einer Arbeit über den moralischen Status wirtschaftlicher Unternehmen. Anschließend war er als Akademischer Rat am Institut für Philosophie der Universität Bochum tätig. Seit 2014 ist Christian Neuhäuser Professor für Philosophie und Geschäftsführender Direktor des Instituts für Philosophie und Politikwissenschaft an der TU Dortmund.

## Schwerpunkte
Neuhäuser forscht unter anderem zu Theorien der Würde, der Verantwortung und des Eigentums. Zu seinen Schwerpunkten zählen die Wirtschaftsethik und die Philosophie der Internationalen Politik. Größere Öffentlichkeit gefunden hat Neuhäuser mit seiner 2018 bei Suhrkamp erschienenen Monografie Reichtum als moralisches Problem, die unter anderem besprochen wurde in der Zeit, der Frankfurter Allgemeinen Zeitung, dem Freitag, der Deutschen Zeitschrift für Philosophie, der Zeitschrift für Ethik und Moralphilosophie, dem Deutschlandfunk Kultur sowie im Schweizer Radio. Auch Neuhäusers anschließend bei Reclam erschienenes Buch Wie reich darf man sein? Über Gier, Neid und Gerechtigkeit wurde breit besprochen, unter anderem in der Zeit, dem Freitag oder der Zeitschrift für philosophische Forschung.
Nach Ansicht Neuhäusers benötige es nicht nur eine (größere) Besteuerung von Vermögen, sondern die freie Wahl Vermögender zur Vergesellschaftung ihrer Betriebsvermögen oder deren gleicher Verteilung an ihre Beschäftigten oder sonstige mittellosere Personen ihrer Einflusssphäre. Er argumentiert dies mit „gerechtigkeitstheoretischen Gründen“ und der notwendigen Stabilisierung eines zur „krassen Ungleichverteilung“ tendierenden politischen Systems.

## Publikationen (Auswahl)

### Monografien
- Christian Neuhäuser: Gewalt der Ungleichheit. Würde und Widerstand: Plädoyer für mehr Gerechtigkeit und eine bessere Verteilung der Vermögen. Reclam, Ditzingen 2025, ISBN 978-3-15-011533-6.
- Christian Neuhäuser und Christian Seidel: Was ist Moralismus? Über Zeigefinger und den Ort der Moral (= Was bedeutet das alles?). Reclam, Ditzingen 2022, ISBN 978-3-15-014273-8 (110 S.).
- Christian Neuhäuser: Wie reich darf man sein? Über Gier, Neid und Gerechtigkeit (= Was bedeutet das alles?). Reclam, Ditzingen 2019, ISBN 978-3-15-019602-1 (89 S.).
- Christian Neuhäuser: Reichtum als moralisches Problem (= Suhrkamp Taschenbuch Wissenschaft. Nr. 2249). Suhrkamp, Frankfurt am Main 2018, ISBN 978-3-518-29849-7 (281 S.).
- Christian Neuhäuser: Amartya Sen zur Einführung. Junius, Hamburg 2013, ISBN 978-3-88506-076-5 (192 S.).
- Christian Neuhäuser: Unternehmen als moralische Akteure (= Suhrkamp Taschenbuch Wissenschaft. Nr. 1999). Suhrkamp, Frankfurt am Main 2011, ISBN 978-3-518-29599-1 (352 S.).

### Herausgaben
- Christian Neuhäuser, Christian Seidel (Hrsg.): Kritik des Moralismus. Suhrkamp, Berlin 2020, ISBN 978-3-518-29928-9 (490 S.).
- Christian Neuhäuser, Christoph Schuck (Hrsg.): Military Intervention. Considerations from Philosophy and Political Science (= International Politics. Nr. 1). Nomos, Baden-Baden 2017, ISBN 978-3-8487-3528-0 (328 S.).
- Anna Goppel, Corinna Mieth, Christian Neuhäuser (Hrsg.): Handbuch Gerechtigkeit. J.B. Metzler, Stuttgart 2016, ISBN 978-3-476-02463-3 (498 S.).
- Ralf Stoecker, Christian Neuhäuser, Marie-Luise Raters (Hrsg.): Handbuch Angewandte Ethik. J.B. Metzler, Stuttgart 2011, ISBN 978-3-476-02303-2 (546 S.).
- Paulus Kaufmann, Hannes Kuch, Christian Neuhäuser, Elaine Webster (Hrsg.): Humiliation, Degradation, Dehumanization. Human Dignity Violated (= Library of Ethics and Applied Philosophy. Nr. 24). Springer, Berlin 2010, ISBN 978-90-481-9660-9 (englisch, 266 S.).

### Artikel in Fachzeitschriften
- Daniel Jacob, Christian Neuhäuser: Workplace Democracy, Market Competition and Republican Self-Respect. In: Ethical Theory and Moral Practice. Band 21, Nr. 4, 2018, ISSN 1386-2820, S. 927–944, doi:10.1007/s10677-018-9935-1 (englisch).
- Christian Neuhäuser: John Stuart Mills liberaler Marktsozialismus. Bisheriges Scheitern und bleibende Relevanz. In: Ethical Theory and Moral Practice. Band 21, Nr. 4, 2018, ISSN 0012-1045, S. 295–320, doi:10.1515/dzph-2018-0023.
- Christian Neuhäuser: Würde, Selbstachtung und persönliche Identität. In: Deutsche Zeitschrift für Philosophie. Band 63, Nr. 3, 2015, ISSN 0012-1045, S. 448–471, doi:10.1515/dzph-2015-0027.

### Beiträge in Sammelbänden
- Christian Neuhäuser: Zum normativen Status der Reichtumskritik. In: Alexander Max Bauer und Nils Baratella (Hrsg.): Oldenburger Jahrbuch für Philosophie 2019/2020. BIS-Verlag, Oldenburg 2021, ISBN 978-3-8142-2391-9, S. 193–213.
- Christian Neuhäuser: „Personen, Persönlichkeiten und ihre Würde“. In: Mario Brandhorst und Eva Weber-Guskar (Hrsg.): Menschenwürde. Eine philosophische Debatte über Dimensionen ihrer Kontingenz. Suhrkamp, Frankfurt am Main 2017, ISBN 978-3-518-29811-4, S. 315–337.